# Carl Williams
Carl Anthony Williams (Melbourne, 13 ottobre 1970 – Lara, 19 aprile 2010) è stato un mafioso australiano, narcotrafficante e omicida.

## Biografia
Fu una figura centrale della Guerra di mafia di Melbourne.
Fu condannato all'ergastolo e con la possibilità di avere la libertà condizionata dopo 35 anni per essere il mandante di 3 omicidi e averne ordinato un quarto.
Morì nel carcere Barwon a Lara il 19 aprile 2010, colpito da un altro detenuto con una parte di una cyclette.
Il corpo fu portato al funerale in una bara ricoperta d'oro.